# Sentinel-1
Sentinel-1, bestehend aus Sentinel-1A, Sentinel-1B, Sentinel-1C und Sentinel-1D, sind Radarsatelliten und Teil der Sentinel-Satellitenreihe. Diese sind Erdbeobachtungssatelliten des Copernicus-Programms (vormals GMES, Global Monitoring for Environment and Security), das  gemeinsam von der Europäischen Kommission und der Europäischen Weltraumorganisation (ESA) verantwortet wird.
Die Sentinel-1-Satelliten erheben geoökologischen Daten und messen den Meeresspiegel. Mithilfe des Systems und verschiedener Vorgänger-Systeme existiert eine seit 1992 ununterbrochen Messreihe zum globalen Meeresspiegelanstieg. Seit Beginn der Messungen bis 2020 stieg der Meeresspiegel pro Jahr durchschnittlich um drei Millimeter.

## Aufgaben und Instrumente
Sentinel-1 beobachtet die Erde mit Radar aus einem etwa 700 km hohen Orbit. Er fliegt in einem polnahen Orbit (98,18° Bahnneigung) und tastet die Erde dabei streifenweise ab. Die Breite der beobachteten Streifen schwankt je nach Beobachtungsmodus zwischen 80 und 410 km. Sentinel-1 tastet die Erdoberfläche mit einem C-Band-SAR (Synthetic Aperture Radar) mit einer Wellenlänge von 6 cm ab. Die aktive Antenne der Satelliten besteht aus 560 miteinander gekoppelten Einzelantennen. Das Radar arbeitet unbeeinflusst vom Wetter bei Tag und Nacht. Die Solarpaneele sollen am Ende der Mission immer noch 5,9 kW leisten, die modularen Batterien haben 324 Ah Speicherkapazität.
Die Kommunikation der Nutzlastdaten zur Bodenstation geschieht über X-Band oder über eine optische Datenverbindung mit Laser zu EDRS mit einer Datenrate von 520 Mbit/s; Die Steuerung, TT&C geschieht über das S-Band mit 64 kbps uplink, sowie 128 kbps und 2 Mbps downlink.
Das Radar kann in vier verschiedenen Beobachtungsmodi arbeiten (Auflösungen range×azimuth im Single Look Complex (SLC) -Produkt):
1. Strip-Map-Mode: 80 km breite Streifen mit einer Auflösung von ca. 5×5 Metern
2. Interferometric Wide-Swath-Mode: 250 km breite Streifen mit einer Auflösung von ca. 5×20 Metern
3. Extrawide-Swath-Mode: 410 km breite Streifen mit einer Auflösung von ca. 20×40 Metern
4. Wave-Mode: einzelne Bereiche von 20×20 km mit einer Auflösung von ca. 5×5 Metern

Die Radar-Ausstrahlung von Kriegsschiffen stört das Sentinel-System. Als Nebenprodukt können so durch die Störstrahlung die Standorte von Schiffen lokalisiert werden.
Im Betrieb ist vorgesehen, dass jeweils zwei Satelliten in 180° Abstand auf der Bahn in einer Konstellation unterwegs sind, und somit eine engmaschige Beobachtung ermöglichen. Die Bahn der Satelliten wird sehr präzise überwacht und eingehalten. Die Abweichung ist im Normalbetrieb weniger als 60 Meter von der geplanten Fluglinie. Wenn beide Satelliten im Orbit sind, kann jeder Punkt auf der Erde alle sechs Tage kartiert werden. Am schlechtesten ist die Abdeckung im Bereich des Äquators, die höheren Breitengrade werden täglich oder sogar mehrmals täglich erfasst. Die geplante Lebensdauer ist für mindestens 7 Jahre, die Menge an mitgeführten Treibstoffen und anderen Verbrauchsmaterialien ist für mindestens 12 Jahre ausgelegt.
Die ESA gewährt offenen und kostenlosen Zugriff auf die Daten der Sentinel-Satelliten. Hierbei wird nicht zwischen öffentlicher, kommerzieller und wissenschaftlicher Verwendung unterschieden, ebenso wenig zwischen europäischen und nicht-europäischen Nutzern. Ende Mai 2016 ging mit dem „Sentinel National Mirror Austria“ das erste von mehreren europaweiten Datenzentren in Betrieb. Täglich laufen rund drei Terabyte an Daten von den Satelliten ein.
Die Satelliten Sentinel-1C und Sentinel-1D der neuen Generation haben verbesserte Fähigkeiten, um den Schiffsverkehr auf dem Meer zu erkennen und zu überwachen. Die Satelliten verfügen zusätzlich über ein integriertes Automatic Identification System (AIS). Zu diesem Zweck gibt es vier zusätzliche Antennen, die die Signale der Schiffe erkennen und so wichtige Details wie die Identifikation des Schiffes, Position und Fahrtrichtung erhalten. Das Radar kann aber auch ohne dieses Signal Schiffe erkennen. Ein abgeschaltetes Signal kann ein Anzeichen für illegale Aktivitäten sein und kann eine nähere Untersuchung durch die Autoritäten veranlassen. Auf diese Weise kann die Sicherheit auf dem Meer verbessert werden. Die neuen Modelle haben einen veränderten Adapterring, der Weltraumschrott vermindert.
|             | Status          | Starttermin      | Ende        | Wiedereintritt |
| ----------- | --------------- | ---------------- | ----------- | -------------- |
| Sentinel-1A | aktiv           | 3. April 2014    |             |                |
| Sentinel-1B | inaktiv         | 25. April 2016   | August 2022 |                |
| Sentinel-1C | gestartet       | 5. Dezember 2024 |             |                |
| Sentinel-1D | in Vorbereitung | Ende 2025        |             |                |

## Ziele der Mission
Die Daten sollen für die Bereiche Umwelt, Klimatologie, Verkehr, Wirtschaft und Sicherheit genutzt werden. Aus ihnen werden dann zeitnah („near‑real time“ in etwa einer Stunde) Bilder und Karten für die Warnung vor Extremwetterereignissen, für die Schifffahrt und auch für Langzeitforschungen erstellt, vor allem für Europa, Kanada und die beiden Polarregionen. Aufbauend auf vorhergehenden Missionen (genannt wird der 2012 ausgefallene Envisat) werden Anwendungen ergänzt, die eine Serie von Langzeitdaten benötigen, ebenso wie die Langzeitauswirkungen des Klimawandels erforscht – etwa die Ausdehnung des arktischen Meereises, die Massenbilanzierung der kontinentalen Eisschilde und der Gletscher. Das Radar kann zudem zwischen dem dünneren, einjährigen Meereis und dem gefährlicheren, viel dickeren mehrjährigen Eis unterscheiden, um die ganzjährige Navigation in den eisbedeckten Zonen der Arktis und Sub-Arktis für die Schifffahrt sicherer zu machen. Umweltdaten können für die Ermittlung von Ölverschmutzungen und anderen Umweltverschmutzungen eingesetzt werden.

## Missionsverlauf

### Sentinel-1A
Sentinel-1A wurde am 3. April 2014 um 21:02 UTC gestartet, der Satellit wurde 23 Minuten und 24 Sekunden nach dem Abheben von der Oberstufe der Sojus-Rakete abgetrennt. Noch bevor der Satellit vollständig in Betrieb genommen werden konnte, musste er bereits ein Bahnmanöver ausführen, um eine Kollision mit dem NASA-Satelliten ACRIMSat zu vermeiden. Sentinel-1A erreichte seine endgültige Umlaufbahn am 7. August 2014 und wurde am 23. September in Betrieb genommen. Die Mission war auf mindestens sieben Jahre ausgelegt und hat die geplante Lebensdauer bereits überschritten.
Am 23. August 2016 um 17:07 GMT wurde ein plötzlicher Leistungseinbruch der Solarzellen und eine leichte Änderung der Ausrichtung des Satelliten beobachtet. Die Bodenkontrolle im ESOC aktivierte die Bordkameras, die seit dem Entfalten der Solarzellenausleger nicht mehr in Betrieb waren. Diese zeigten leichte Beschädigungen der Solarzellen in einem Bereich von 40 cm Durchmesser. Offensichtlich wurde der Satellit von einem Teil getroffen, das mehrere Millimeter Größe hatte. Ob es sich um Weltraummüll oder einen kleinen Meteoroid handelte, lässt sich nicht mehr feststellen. Der Leistungseinbruch der Solarzellen ist relativ klein und bewirkt keine Einschränkungen im Betrieb von Sentinel-1A.
Der Satellit soll ca. Ende 2025 durch Sentinel-1D ersetzt werden.

### Sentinel-1B
Der Start des identischen Zwillingssatelliten Sentinel-1B erfolgte nach mehrfachen Verschiebungen am 25. April 2016 mit einer Sojus-Rakete.
Am 23. Dezember 2021 trat ein Problem bei der Stromversorgung des SAR von Sentinel-1B auf, sodass keine Radardaten mehr übertragen werden konnten. Der Satellit konnte kommunizieren und auf Befehle reagieren, jedoch fehlte die Stromversorgung für den Betrieb des Radars. Die ESA versuchte, den Satelliten wieder in Betrieb zu nehmen. Die Bemühungen blieben aber erfolglos und so gab ESA am 3. August 2022 das offizielle Missionsende bekannt.
Der Wiedereintritt wurde im September 2022 in mehreren Phasen eingeleitet. Zunächst wurde die Umlaufbahn um mehrere Kilometer abgesenkt, um den Platz für den Nachfolger Sentinel-1C freizugeben. Dann wurden verschiedene Manöver getestet, die die Bahnhöhe weiter verringern. Schließlich wurde der Satellit in einen Orbit gebracht, aus dem er durch den Luftwiderstand abgebremst und in der Atmosphäre verglühen wird. Anschließend wurden die Tanks geleert, die Batterien entladen und der Satellit passiviert. Am 12. September 2024 wurden alle Systeme abgeschaltet und gegen versehentliches Wiederanschalten gesichert. Seither ist der Satellit ein ballistisches Objekt und wird spätestens bis in 25 Jahren verglühen.

### Sentinel-1C
Sentinel-1C soll den ausgefallenen Satelliten Sentinel-1B ersetzen. Der Satellit war seit Oktober 2024 für die letzten Tests und die Vorbereitung für den Start mit einer Vega-C  in Kourou. Es war der erste Start einer Vega-C seit dem gescheiterten Start am 21. Dezember 2022.

### Sentinel-1D
Der Start von Sentinel-1D ist ungefähr für Ende 2025 vorgesehen. Der Satellit soll dann Sentinel-1A ersetzen.